# Audi Q5 e-tron
Audi Q5 e-tron — розкішний кросовер середнього розміру з акумуляторною батареєю та трирядними сидіннями, вироблений компанією Audi через спільне підприємство SAIC-VW у Китаї. 
Заснована на платформі MEB, це п’ята електрична модель з акумулятором у серії Audi e-tron. Модель, тісно пов’язана з Q4 e-tron, вважається еквівалентом Audi такого ж розміру Volkswagen ID.6, а не механічно пов’язаною з Audi Q5 або Q8 e-tron, які використовують платформу MLB.

## Опис

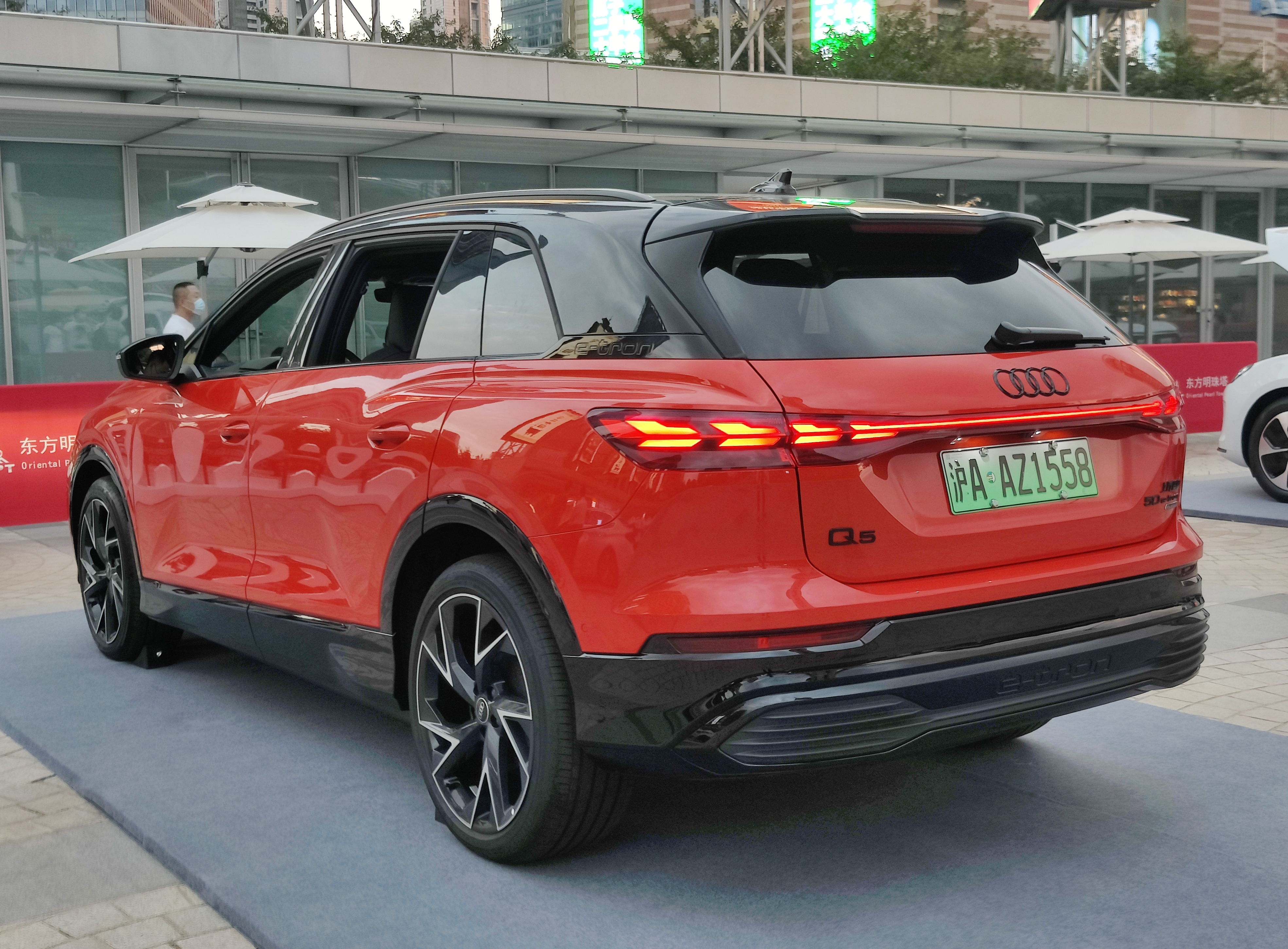

Q5 e-tron був представлений на автосалоні в Гуанчжоу 2021 року як перша трирядна модель серії e-tron і дев’ята модель, заснована на платформі MEB. Незважаючи на окремий зовнішній дизайн, дизайн приладової панелі нагадує Q4 e-tron з 10,25-дюймовою цифровою панеллю приладів і 11,6-дюймовим сенсорним екраном інформаційно-розважальної системи.

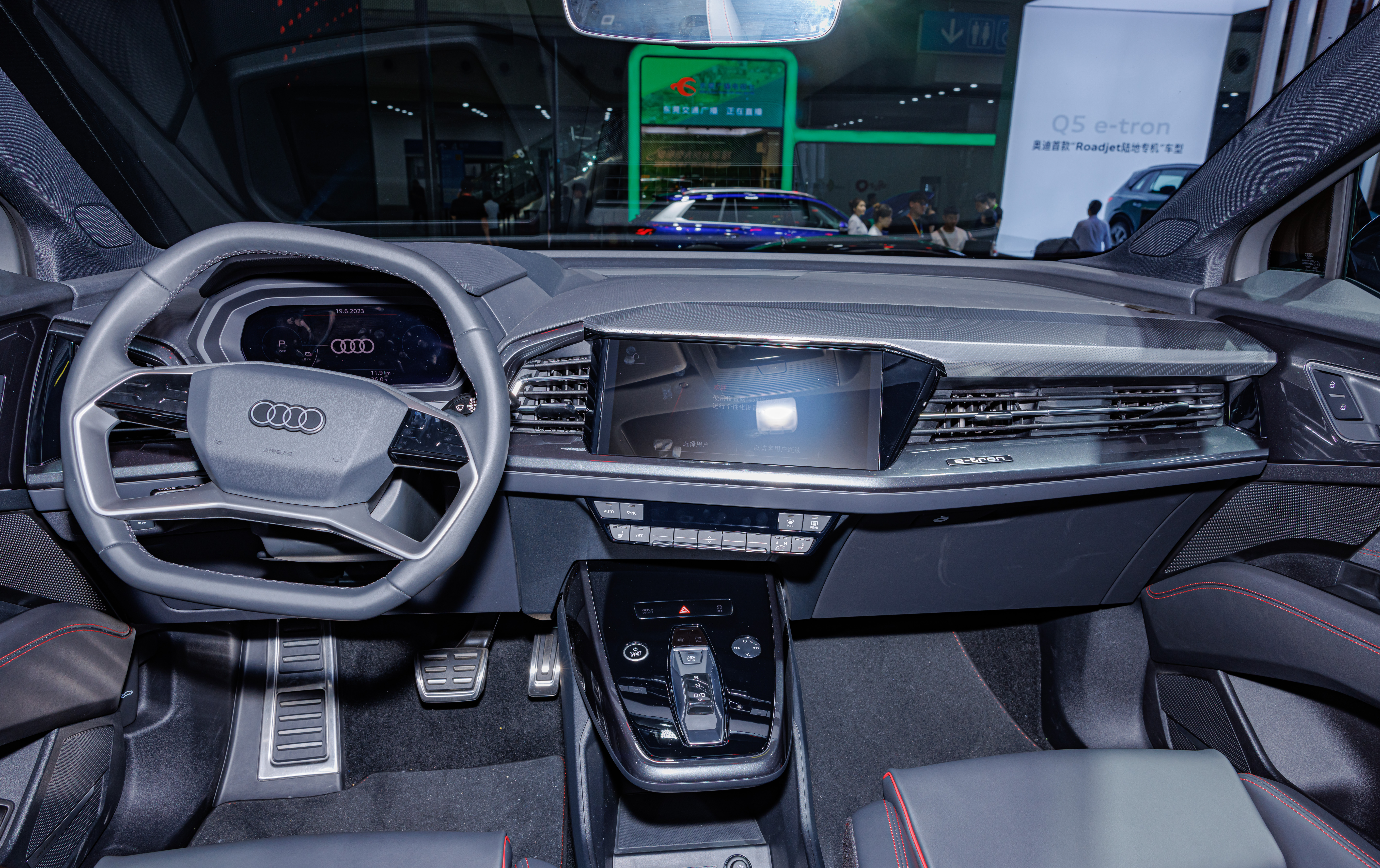

Пропонуються два варіанти: Q5 40 e-tron і Q5 50 e-tron quattro. Q5 40 e-tron оснащений одним двигуном потужністю 204 к.с. (150 кВт), тоді як флагманський Q5 50 e-tron quattro оснащений двомоторною установкою потужністю 305 к.с. (224 кВт) і повним приводом. Він доступний з акумулятором ємністю 83,4 кВт/год.

### Модифікації
Топова модель може заряджатися потужністю 125 кВт.
| Модель            | Потужність, к. с. | Крутний момент, Н·м | Акумулятор, кВт·год | Акумулятор, кВт·год | Пробіг WLTP |
| Модель            | Потужність, к. с. | Крутний момент, Н·м | Брутто              | Нетто               | Пробіг WLTP |
| ----------------- | ----------------- | ------------------- | ------------------- | ------------------- | ----------- |
| 40 e-tron         | 204               | 310                 | 83.4                | 78                  | 560 км      |
| 50 e-tron quattro | 299               | 460                 | 83.4                | 78                  | 520 км      |